# Memphrémagog (jezioro)

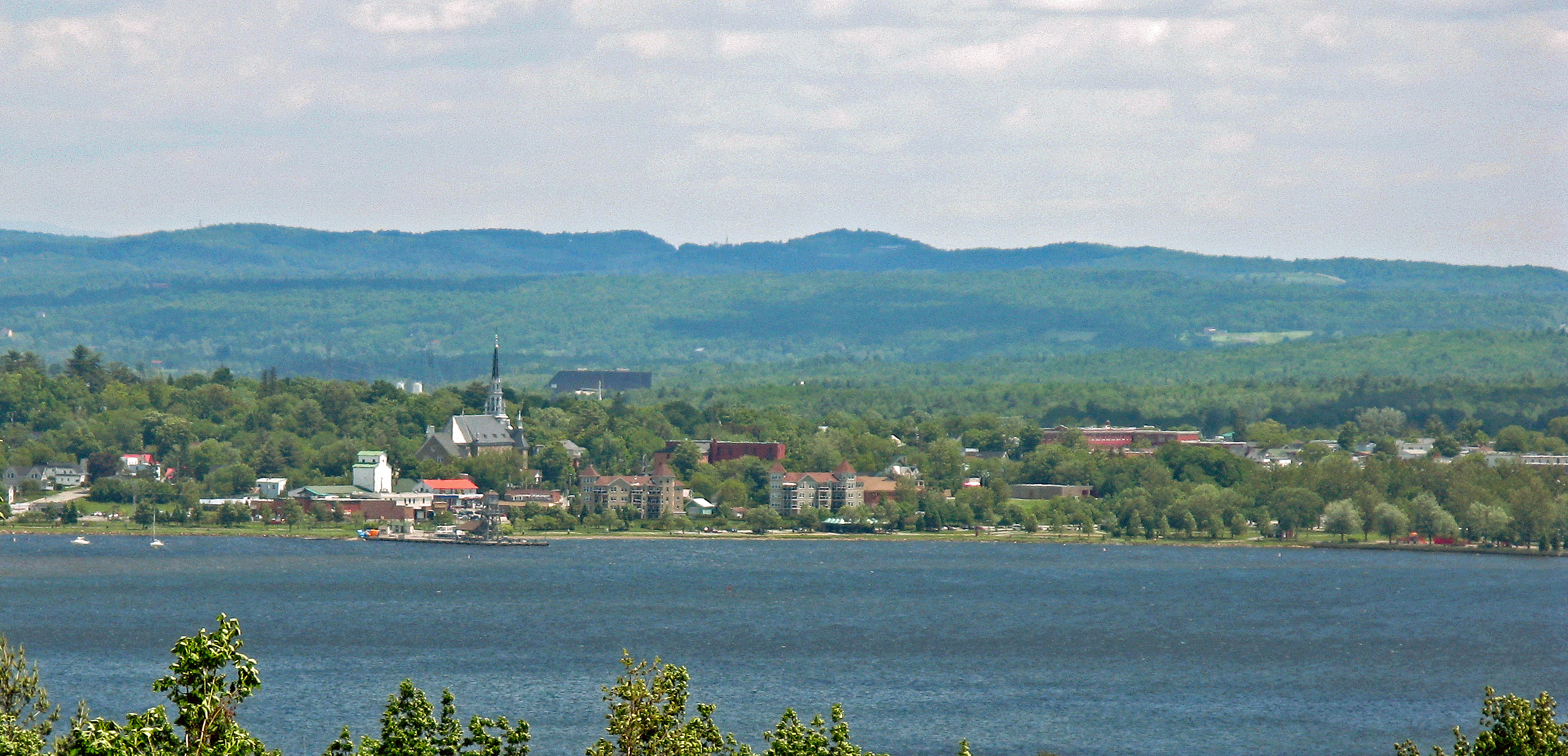
Magog, największe miasto nad jeziorem Memphrémagog

Memphrémagog – jezioro polodowcowe w kanadyjskiej prowincji Quebec i amerykańskim stanie Vermont. 73% jego powierzchni znajduje się w Kanadzie, a 27% w Stanach Zjednoczonych.
Na powierzchni jeziora znajduje się dwadzieścia wysp. Największa z nich to Île de la Province, która przedzielona jest granicą międzynarodową (w Stanach Zjednoczonych znajduje się jednak tylko ok. 9% jej powierzchni). Od XVIII wieku pojawiały się doniesienie o rzekomo żyjącym w jeziorze potworze Memphré, którego opisy przypominają opisy potwora z Loch Ness. Nazwa jeziora pochodzi z języka algonkiańskiego i oznacza „dużą przestrzeń pełną wody”.